# ژرمی آلیادیره
ژرمی آلیادیره (فرانسوی: Jérémie Aliadière‎؛ زادهٔ ۲۹ مارس ۱۹۸۳) بازیکن فوتبال اهل فرانسه است.
از باشگاه‌هایی که در آن بازی کرده‌است می‌توان به باشگاه فوتبال میدلزبرو، آرسنال، وستهام یونایتد، ولورهمپتون واندرز، سلتیک، باشگاه فوتبال لوریان و باشگاه ورزشی ام صلال اشاره کرد.
وی همچنین در تیم ملی فوتبال زیر ۲۱ سال فرانسه بازی کرده‌است.